# Polícrates d'Argos
Polícrates d'Argos (Polycrates, Πολυκράτης) fill de Mnasiades, descendent d'una il·lustre família d'Argos, fou un militar grec. Es va posar al servei de Ptolemeu IV Filopàtor just abans de la campanya contra Antíoc III el Gran (217 aC) i va dirigir la cavalleria de l'ala esquerra a la batalla de Ràfia aquell mateix any, que va garantir als ptolemeus les províncies de Celesíria, Fenícia i Palestina. Ptolemeu el va nomenar governador de Xipre, feina que va fer amb gran integritat i eficàcia i va assegurar l'illa per Ptolemeu V Epífanes, fill de Filopàtor; a la seva tornada a Alexandria el 196 aC va portar una considerable quantitat de diners pel rei; va ser rebut amb els màxims honors i va exercir gran influencia a l'estat. Progressivament el seu caràcter va anar canviant a pitjor però els seus fets es desconeixen per la pèrdua dels darrers llibres de la història de Polibi.